# Billy Powell

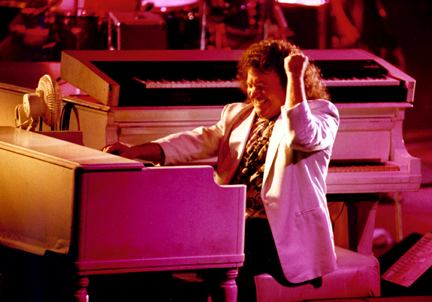
Billy Powell

William Norris „Billy“ Powell (* 3. Juni 1952 in Corpus Christi, Texas; † 28. Januar 2009 in Orange Park, Florida) war ein amerikanischer Keyboarder.
Powell wurde vor allem als Musiker der Rockband Lynyrd Skynyrd bekannt, für die er zunächst als Roadie arbeitete, später jedoch festes Mitglied der Gruppe wurde. Nach dem vorläufigen Ende der Gruppe nach dem tragischen Flugzeugabsturz 1977, den Powell mit schweren Gesichtsverletzungen überlebte, arbeitete er zeitweise als Keyboarder für verschiedene andere Bands, jedoch ohne größere Erfolge. Von 1987 bis zu seinem Tod war er wieder Keyboarder bei Lynyrd Skynyrd.
Powell starb im Januar 2009 im Alter von 56 Jahren an Herzversagen.